# Cleopatra (Pornofilm)
Cleopatra ist ein Pornofilm der Private Media Group.

## Handlung
Der Film beginnt zunächst im Jahre 51 vor Christus, in Alexandria mit Cleopatra und Julius Caesar. Nach einer Stunde erfolgt ein Schnitt ins Jahr 2003, in dem einige Wissenschaftler des Unternehmens Astra Corporation versuchen, in einer Pyramide eine DNA-Probe von Cleopatras Mumie zu erlangen, um Cleopatra wieder auferstehen zu lassen. Grund hierfür soll in dem Film das der Cleopatra nachgesagte extreme, in der ersten Hälfte auch entsprechend ausführlich dargestellte Liebesleben der ägyptischen Pharaonin sein.

## Auszeichnungen
- 2003: Venus Award – Bester Film Europa
- 2003: Empire Award – Bester fremdsprachiger Film DVD
- 2004: AVN Award – Beste Regie – Fremdsprachige Veröffentlichung

## Wissenswertes
Der Film wurde an den ägyptischen Schauplätzen Pyramiden, Nil, Kairo, Luxor gedreht. Die Handlung spielt nur mit den Namen der Protagonisten und nutzt den historischen Hintergrund nur als Kulisse. Mit den realen historischen Personen hat der Film nichts zu tun. So wurde Cleopatra weder in einer Pyramide bestattet, noch wurde sie als Griechin mumifiziert.
Für den Film erstellte die Produktionsfirma erstmals eine eigene aufwändig gestaltete Website, in der detaillierte Informationen zum Film und den Darstellern abgerufen werden konnten. Die Seite gleicht vom Aufwand und der äußeren Gestaltung her solchen normaler Filmproduktionen.
Der Regisseur drehte auch das Werk The Private Gladiator (2002).

## Fortsetzung
Cleopatra II – Legend of Eros ist eine echte Fortsetzung der Geschichte, wieder unter der Regie Antonio Adamos und mit Julia Taylor als Cleopatra in der Hauptrolle.